# Ефект буба-кікі

Ця картинка зазвичай використовується як демонстрація того, що люди можуть невипадково проводити асоціації між звуками й формами. Маючи на вибір дві назви для фігур, «кікі» та «буба», люди з різноманітних культурних та мовних середовищ здебільшого однаково обирають назву «кікі» для лівої фігури та «буба» для правої.

Ефект буба-кікі, або ефект кікі-буба — послідовна асоціація між певними звуками мовами та певними візуальними фігурами. У вузькому значенні, це закономірність, що полягає в тому, що якщо дати людині на вибір слова без значень «буба» [ˈbuːbə] та «кікі» [ˈkiːkiː] та попросити її пов'язати ці назви з фігурами, то «буба» буде пов'язана з округлою фігурою, а «кікі» — з гострою. Ефект було відкрито в 1920-х, коли психологи задокументували факт послідовності піддослідних у виборі асоціацій між безсенсовними словами та фігурами. Існування ефекту спостерігається по всьому світу: це було підтверджено експериментально серед більшості культурних та мовних середовищ, де проводились дослідження, наприклад, серед англомовних студентів американських вишів, носіїв тамільської в Індії, носіїв деяких мов, що не мають писемності, малих дітей, немовлят, та (щоправда, значно меншою мірою) у сліпих від народження. Було також показано, що це відбувається зі знайомими назвами. Ефект досліджувався за допомогою фМРТ у 2018 році. Ефект буба-кікі — одна з форм фоносемантики.

## Дослідження

### Відкриття
Цей ефект вперше помітив грузинський психолог Дімітрі Узнадзе, про що написав у своїй роботі 1924 року[первинне джерело]. Він провів експеримент з десятьма учасниками: їм було надано список слів без значень, показано шість малюнків, кожний протягом п'яти секунд, після чого вони мали дати кожному малюнку одну з назв зі списку. У роботі Узнадзе описує різні «стратегії», розроблені учасниками для установлення відповідності слів та малюнків, розповідає про причини їхнього вибору. Також він описує ситуації, в яких учасники експерименту дуже детально описували форми, які, за їхнім уявленням, відповідали конкретним словам без значень, не посилаючись на побачені картини. Узнадзе розробив теорію, за якою зв'язок назв та фігур визначається чотирма чинниками.
Усього в досвіді було 42 слова. До одної з картин, 45 % учасників обрали одне й те ж саме слово. До трьох інших картин, найбільш поширене слово обрали 40 % учасників. Узнадзе стверджує, що цей збіг значно перевершує очікування, якщо урахувати велику кількість запропонованих слів. Він спекулює, що мають бути закономірності «яким слідує людська душа при виборі назв».
Американський психолог німецького походження Вольфганг Келер згадав дослід Узнадзе у своїй книзі в 1929; у книзі було зображено дві фігури, та читачам було запропоновано обрати, яка з фігур має назву «такете», а яка — «малума». Хоча автор сам не згадує, яка з фігур є якою, мається на увазі, що назві «такете» відповідає зубчата фігура, а назві «малума» — округла.

### Поширення в інших контекстах
У 2001 році, дослідники Вілеянур Рамачандран та Едвард Хаббард повторили експеримент Келера із використанням слів «кікі» та «буба». Вони просили американських студентів та носіїв тамільської мови в Індії дати відповідь на питання: «Яка з цих фігур — „буба“, а яка — „кікі“?» В обидвох вибірках, 95 %–98 % опитуваних назвали округлу фігуру «буба», а зубчату — «кікі», що призводить до висновку, що якимось чином людський мозок послідовно вибудовує відповідності абстрактних значень до фігур та звуків[відсутнє в джерелі].
Дафна Маурер та її колеги дослідили, що навіть у дітях, яким 2,5 роки, може простежуватись така відповідність. У новішій роботі, очоленій Озґе Озтурком у 2013 році, було помічено, що навіть в дітей віком чотири місяці є подібні асоціації між звуками та фігурами як і в дорослих. Немовлята здатні відрізняти конгруентні відповідності[уточнити переклад] (асоціація зубчатої фігури з «кікі» та округлої з «бубу») та інконгруентні (асоціація округлої фігури з «кікі» та зубчатої з «бубу»). Немовлята довше дивились на інконгруентні відповідності, ніж на конгруентні. Асоціації немовлят базувались на комбінаціях приголосних та голосних у словах — ані приголосних, ані голосних самих по собі для них недостатньо для проведення асоціації. Ці дослідження показують, що розвиток деяких відповідностей звуків та фігур відбувається раніше, ніж вивчення мови, а також що ці відповідності можуть сприяти вивченню мовою та служити основою для побудови відповідностей назв та об'єктів, спрощуючи вибір слова для немовлят. У цьому дослідженні дорослі, як і немовлята, спирались на комбінації приголосних і голосних для зіставлення наданих слів з фігурами. Проте, дорослі спирались також і на інші стратегії. На відміну від немовлят дорослі могли також використовувати тільки приголосні або тільки голосні для асоціації назв із фігурами, хоч і рідше, ніж з комбінаціями. У назвах, де голосні та приголосні суперечать одне одному в асоціаціях, дорослі більше спирались на приголосні, ніж голосні.
Ефект також проявлявся в інших контекстах, або при асоціації слів з порівняльними значеннями («буба»-подібні слова асоціюються з позитивними значеннями, «кікі» — з негативними), або при зіставленні слів з відомими іменами, що означає, що ефект зберігається при розумінні слів. Згідно з дослідженням, такі імена, як «Моллі» асоціювались з округлими силуетами, а «Кейт» — з гострими. Щобільше, учасники дослідів асоціювали різні риси характеру з різними групами імен (наприклад, доброзичливість з «круглими іменами», наполегливість з «гострими»).

### Контексти, в яких ефект проявляється меншою мірою або не проявляється взагалі
Згідно з іншим дослідженням, цей ефект виникає не в усіх спільнотах, наприклад, що ефект не простежується, якщо мовні особливості не дозволяють утворення запропонованих слів. Ефект буба-кікі ймовірно залежить від тривалого критичного періоду, для розвитку якого необхідні достатні зорові можливості. Хоч у сліпих від народження теж простежується ефект буба-кікі, в них цей ефект, простежуваний за допомогою об'єктів на дотик, значно слабший, ніж в людей, що бачать, в яких цей ефект простежується за побаченими фігурами.

### Мови, де ефект слабший або відсутній
За дослідженнями, в носіїв деяких мов даний ефект не простежується, зокрема: мандаринської китайської, турецької, румунської.

### Нейродослідження
У 2019 році, Нейтан Пайфер-Смад'я[уточнити переклад] та Лорент Коен опублікували перше дослідження на основі фМРТ, що досліджує ефект буба-кікі. Вони з'ясували, що активація префронтальної частини сильніша при неправильній відповідності (буба — зубчаста фігура) ніж при правильній (буба — округла фігура). У пізнішому дослідженні, очолюваному Келлі МакКормік, спостерігалась подібна активація при невідповідностях, але також зазначено, що тім'яна частка є найбільш активною; ця частка відповідальна за асоціацію відчуттів та перцептивно-моторну обробку[уточнити переклад]. Пайфер-Смад'я та Коен також з'ясували, що зв'язок звуків та фігур також впливає на активацію кори головного мозку в частинах, відповідальних за візуальні та звукові дані.

### Наслідки для розуміння людських мов
Рамачандран та Хаббард припускають, що ефект кікі-буба може бути пов'язаним з еволюцією людської мови, бо згідно з гіпотезою, асоціації з назвами не є повністю довільними:17. Округла фігура може асоціюватись зі словом «буба», бо при вимові слова губи округлюються, а при вимові «кікі» рот є більш розтягнутим, гострим за формою. Крім того, різниця може виникати внаслідок протиставлення передньоязикових або дорсальних приголосних /k/ губним приголосним, як /b/. Крім того, було з'ясовано, що на ефект впливають не тільки різні приголосні (глухі, дзвінкі) або різні голосні (/a/, /i/), але й довжина голосних (довгі, короткі). В одному з досліджень, учасники асоціювали слова з довгими голосними з довшими предметами, а слова з короткими голосними — з коротшими предметами (щонайменше — носії мов, де є фонемічна довжина голосних). Дослідження також показують, що цей ефект може бути частковим випадком ідеастезії — явища, при якому концепти викликають асоціації з відчуттями органів почуттів.